# Land Rover Freelander
Land Rover Freelander — компактний позашляховик британської компанії Land Rover, що виготовлявся з 1997 по 2014 рік.

## Історія
Проект компактного кросовера під маркою Land Rover бере початок в кінці 1980-х. Материнська компанія Rover Group, якій належав Land Rover, провела маркетингове дослідження, що дало зелене світло майбутній моделі під кодовим позначенням Freelander CB40. Однак, на той час грошей на реалізацію ідеї у Ровера не було, і англійці почали шукати партнера-помічника. Потрібні матеріальні засоби з'явилися тільки в 1994 році, коли концерн BMW купив збанкрутілу компанію Rover Group.
В основному німецькі гроші пішли на підготовку конвеєра заводу в Соліхаллі, а розробкою автомобіля, яка тривала більше трьох років, займалися англійські інженери..

## Перше покоління (1997—2006)

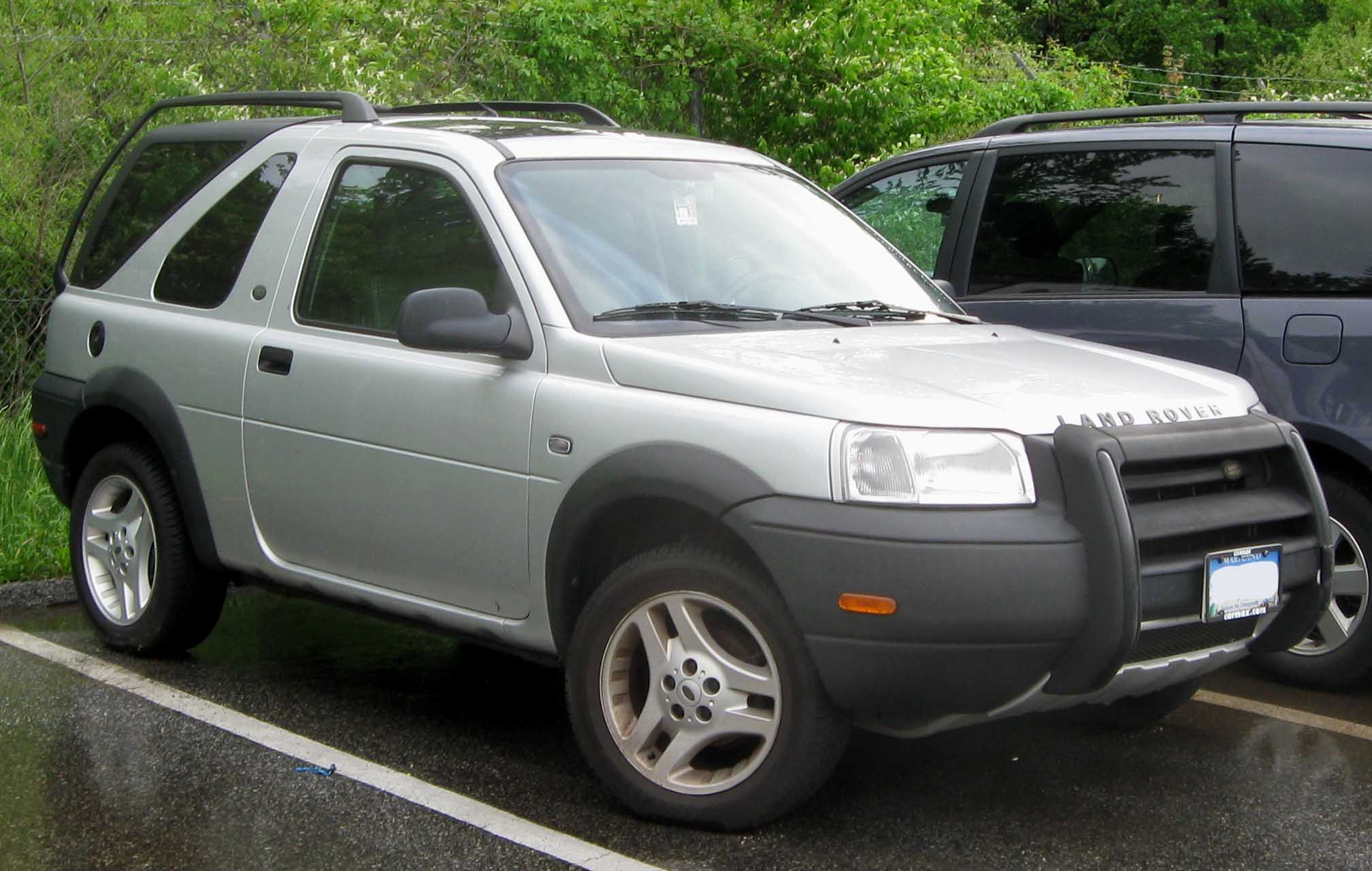
Land Rover Freelander (1996—2003)

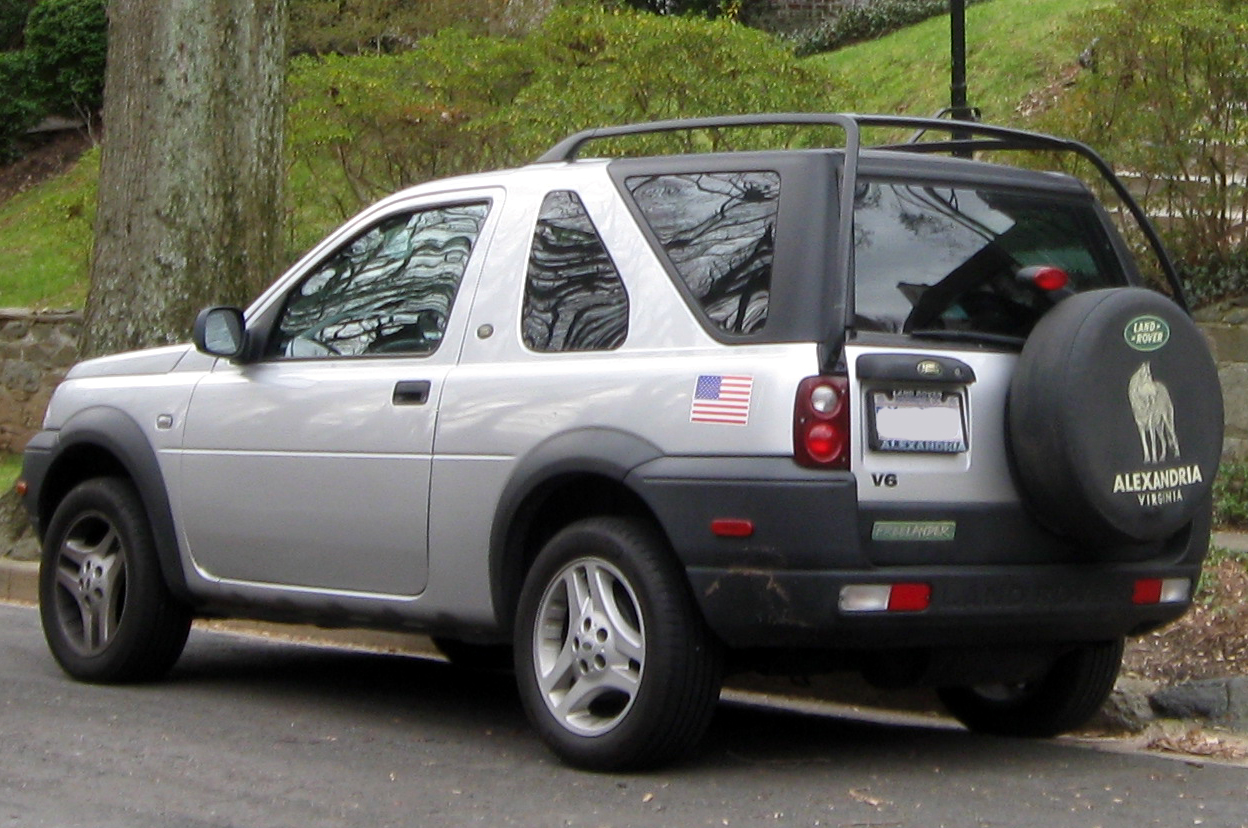
Land Rover Freelander (1996—2003)

Дебют моделі відбувся в 1997 році. Це був нетиповий Land Rover: тримальний кузов, стійки McPherson по колу, повний привід з віскомуфтою у приводі задньої осі, ніяких тобі блокувань чи понижувальної передачі. До того ж спочатку англійці промазали з моторами: на Freelander ставилися недостатні по віддачі для такої спорядженої маси (1425 кг) бензинова «четвірка» 1,8 (120 к.с.) і 98-сильний турбодизель 2.0 TDI (обидва агрегати роверовські).
В 2001 році в гамму двигунів додали «шістку» 2.5 (177 к.с.) і турбодизель BMW 2.0 (112 к.с.).
Freelander запам'ятався не тільки своєю прохідністю, але й конструктивною «сирістю». Електрика була ненадійною, «автомат» — грубо налаштованим, а підігрів сидінь був відсутній навіть у дорогих версій. Неважливе якість збірки доповнювали «бідні» матеріали оздоблення інтер'єру. Тим не менш до 2002-го Freelander залишався найпопулярнішим повнопривідним автомобілем в Європі.
В 2003 році модель модернізували, змінивши зовнішній вигляд і оснащення.
Випуск першої генерації закінчився у 2006 році.

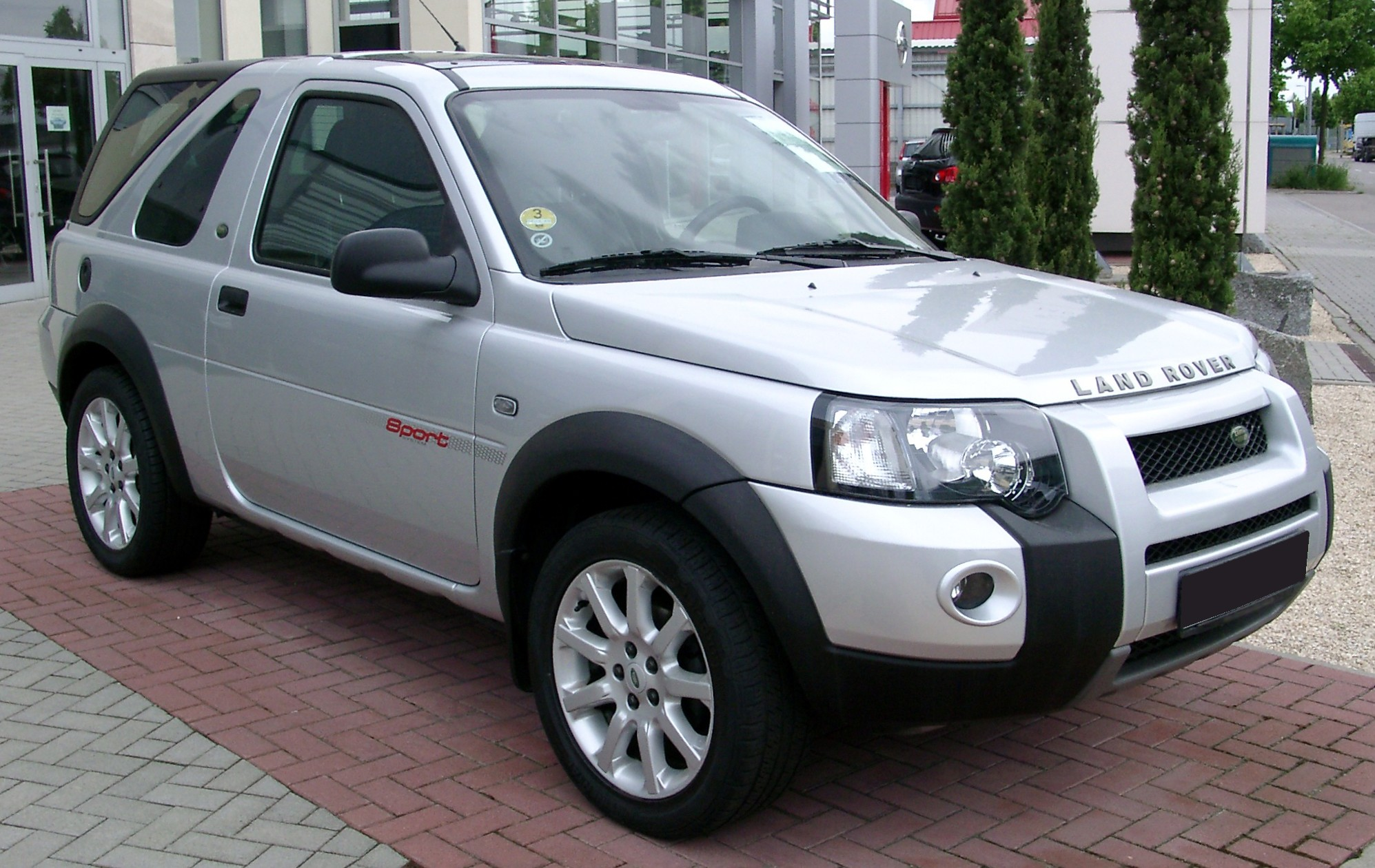
Land Rover Freelander (2003—2006)
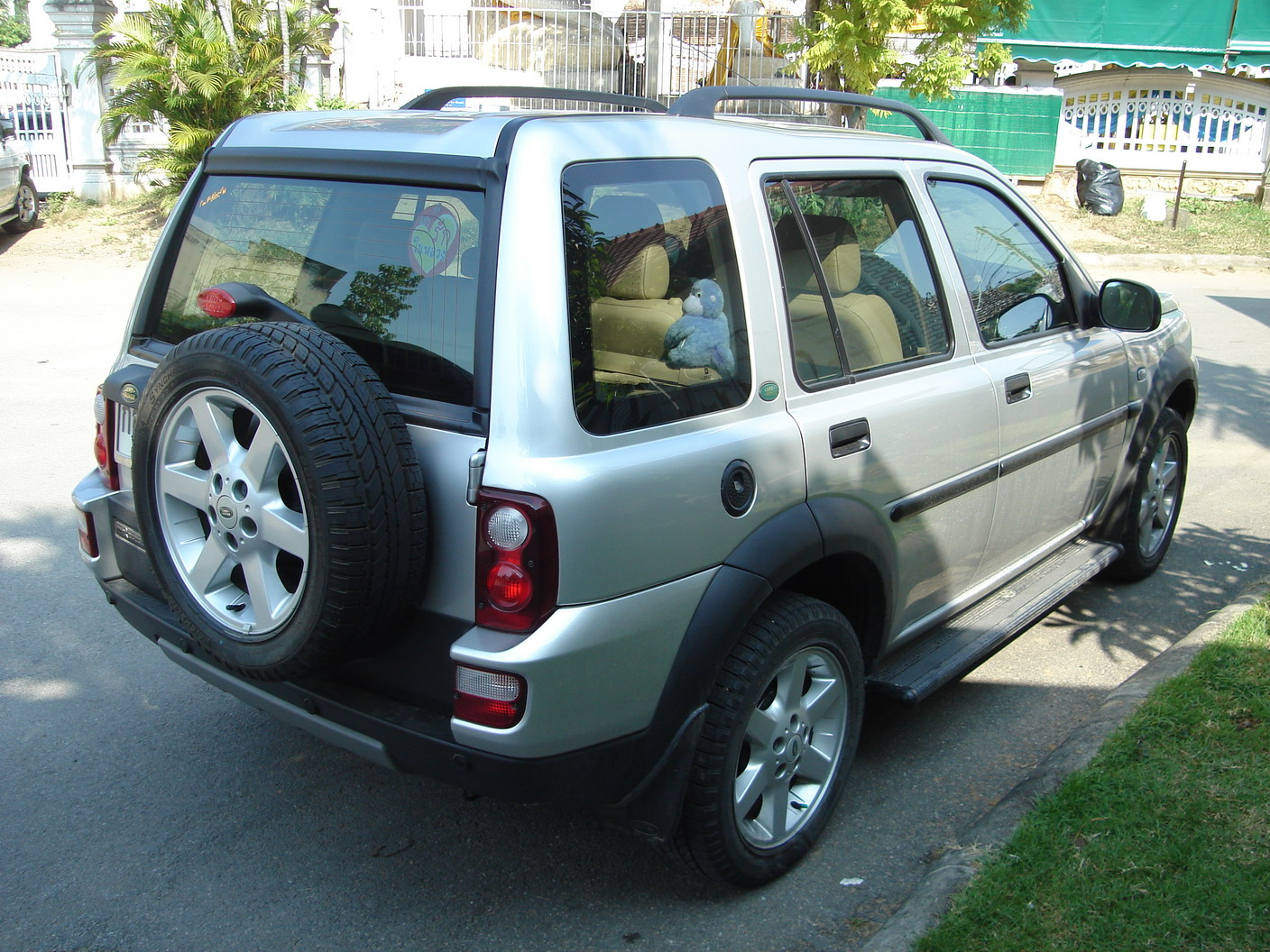
Land Rover Freelander (2003—2006)

### Двигуни
Бензинові
- 1997—2006: 1,8 л Р4 (Rover K-Series) об'ємом 1786 см³ потужністю 86 kW (117 к.с.)
- 2001—2006: 2,5 л V6 (Rover KV6) об'ємом 2497 см³ потужністю 130 kW (177 к.с.)

Дизельні
- 1997—2000: 2,0 л (Di або XDi) Р4 (Rover L-Series) об'ємом 1994 см³ потужністю 72 kW (98 к.с.)
- 2001—2006: 2,0 л (TD4) Р4 (BMW M47) об'ємом 1951 см³ потужністю 80 kW (109 к.с.); з АКПП
- 2001—2006: 2,0 л (TD4) Р4 (BMW M47) об'ємом 1951 см³ потужністю 82 kW (112 к.с.)

## Друге покоління (2006—2014)

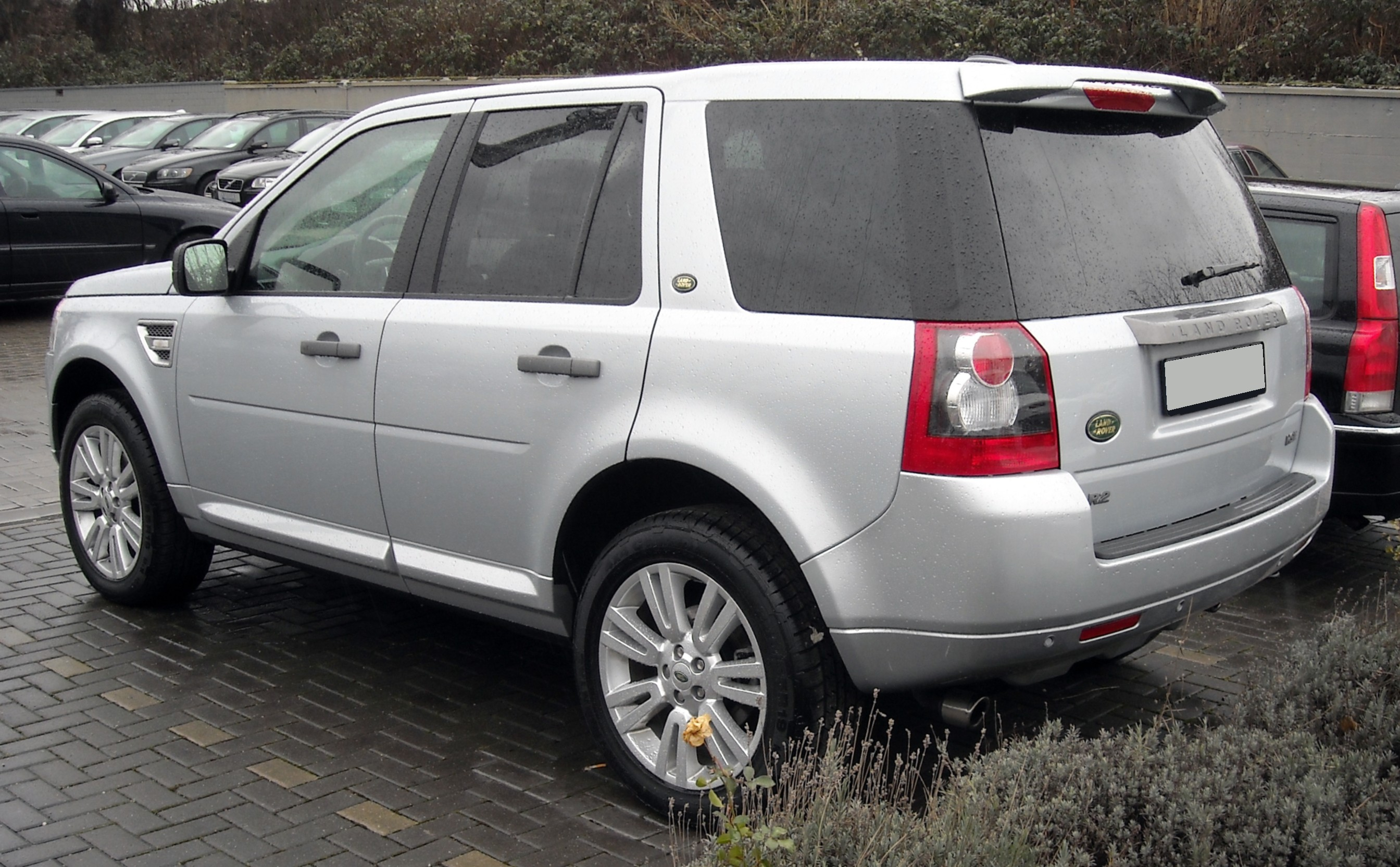
Land Rover Freelander 2 (2006—2010)

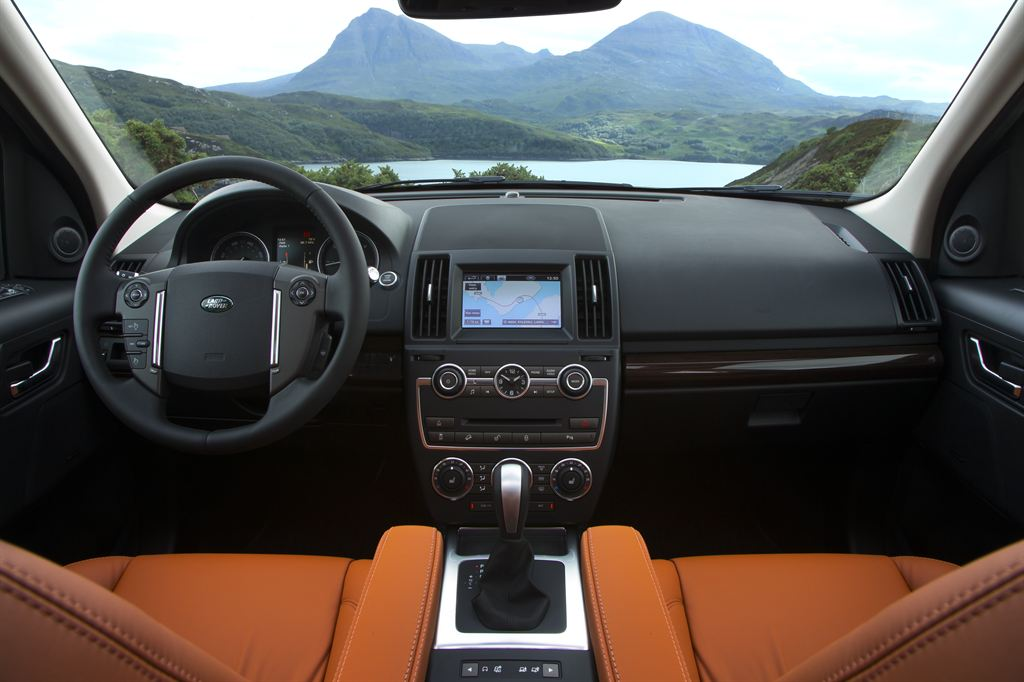
Land Rover Freelander 2

Автомобіль представлений в 2006 році може комплектуватися двома двигунами — рядним шестициліндровим двигун об'ємом 3,2 літра і потужністю 233 кінських сил і чотирициліндровим турбодизелем об'ємом 2,2 літра і потужністю 160 кінських сил. Бензиновий двигун забезпечує розгін до 100 км / год за 8,9 секунд і граничну швидкість 200 км /год. Витрата палива — 11,2 літра на 100 кілометрів. Двигун агрегатується з новою шестідіапазонной автоматичною коробкою передач з можливістю ручного перемикання і спортивним режимом роботи. Двигун встановлено поперечно, що сприятливо позначилося на внутрішньому обсязі і безпеки автомобіля.
Дизельний двигун також нової конструкції розвиває піковий крутний момент 400 Нм, підхоплюючи з самих низів (200 Нм вже при 1000 об / хв). Середній показник витрати палива — 7,5 літрів на 100 км.
Попри те, що новий Freelander лише на 50 мм (довжина — 4500 мм) довший за свого попередника, в салоні значно більше місця для голови, плечей і ніг водія і пасажирів. Велика площа скління дає відчуття простору, а задній ряд сидінь, розташований вище переднього, дозволяє його пасажирам у повній мірі насолоджуватися навколишнім пейзажем.
Незважаючи на надання форм, новий автомобіль виглядає дуже сучасно. Дизайн автомобіля простий і стилістично близький Range Rover Sport та Discovery 3, але інтерпретований згідно з вимогами власників компактних позашляховиків.
П'ятидверний кузов має дуже високий ступінь жорсткості. Постійний повний привід. Підвіска повністю незалежна і використовує найсучасніші системи управління. Кнопка стартера, біксенонові фари, датчик дощу, парктроник, кондиціонер — ось далеко не повний перелік стандартного оснащення Land Rover Freelander 2.
В серпні 2010 року модель модернізували, змінивши зовнішній вигляд і оснащення.
Редизайн 2011 року приніс цьому кросоверу змінений передній бампер і решітку радіатора. Варто згадати, що дизайн решітки радіатора залежить від силового агрегату, яким укомплектований автомобіль. Серед інших нововведень: збільшені зовнішні дзеркала, новий дизайн легкосплавних дисків і розширену палітру фарбування кузова. Емблема автомобіля тепер окантована сріблом, а не золотом, але це ледь помітно. Мабуть, найбільш помітним нововведенням є задні ліхтарі, які тепер оснащені новими внутрішніми лінзами. До стандартної комплектації автомобіля входять: легкосплавні диски, клімат-контроль, задній парктронік, шкіряні сидіння з підігрівом, DAB радіо і лобове скло з підігрівом. Залежно від модифікації, в стандартні комплектуючі можуть входити: супутникова навігація, автоматичні фари і двірники. 

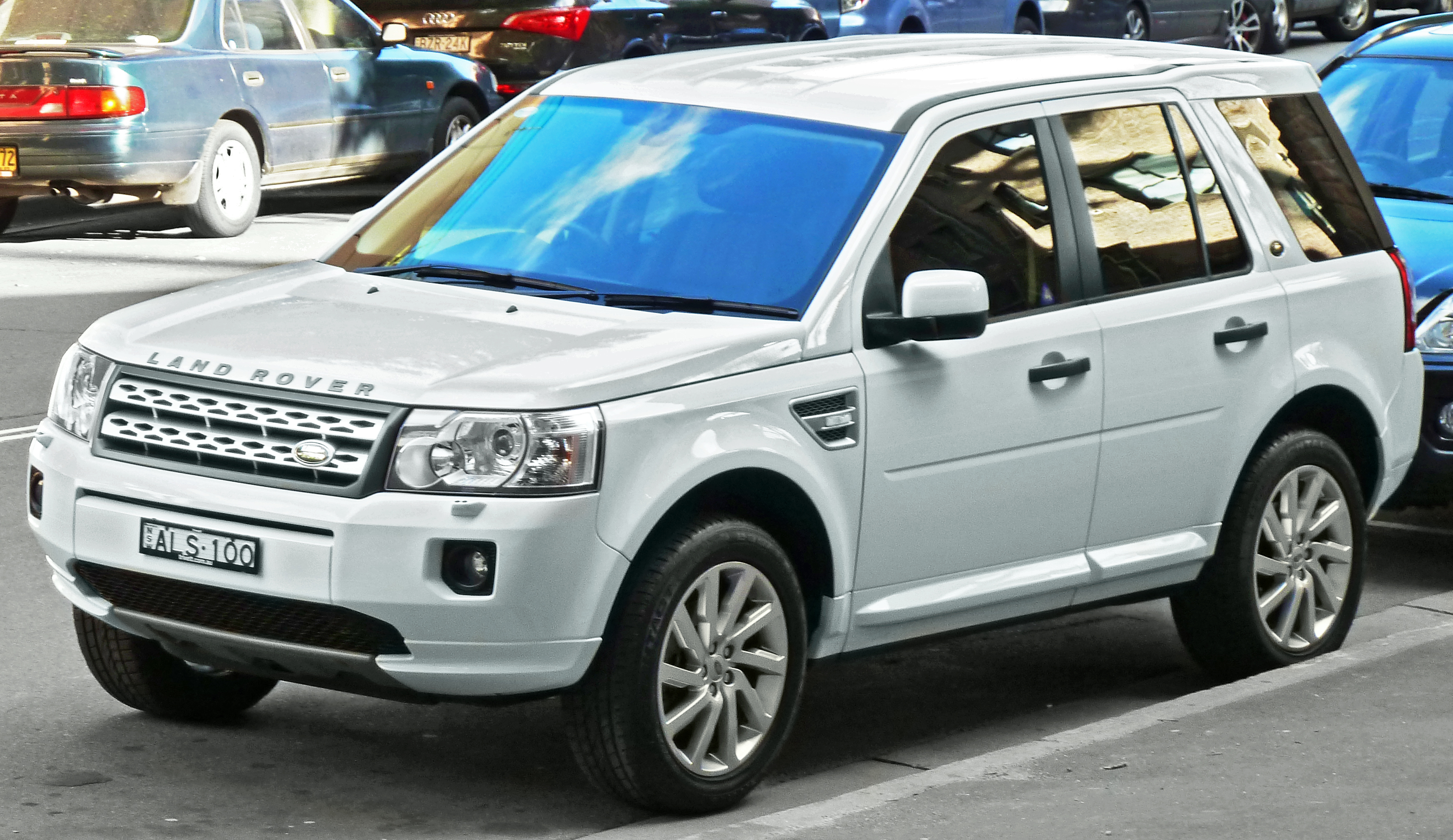
Land Rover Freelander 2 (2010-2012)
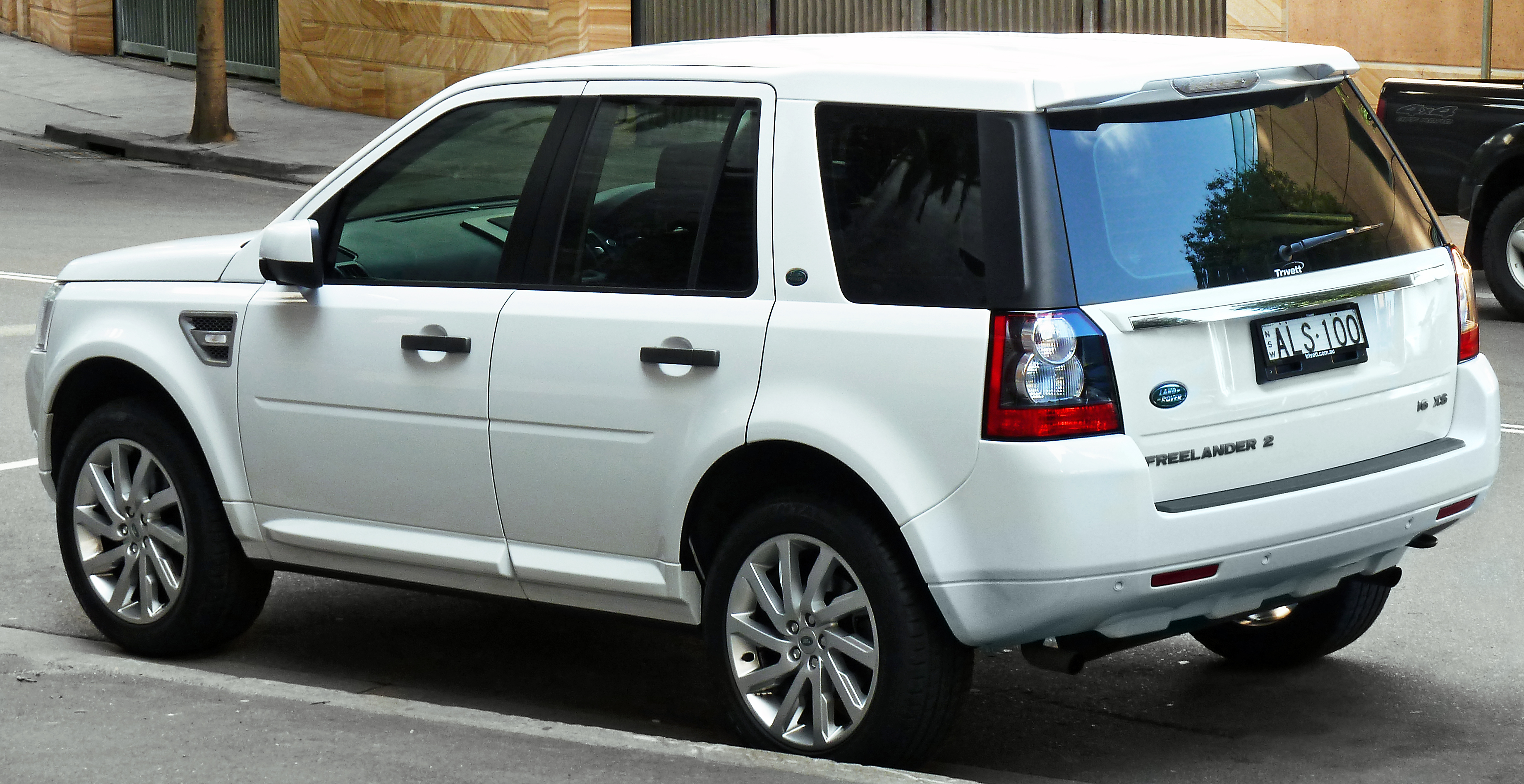
Land Rover Freelander 2 (2010-2012)

В 2012 році модель модернізували вдруге.

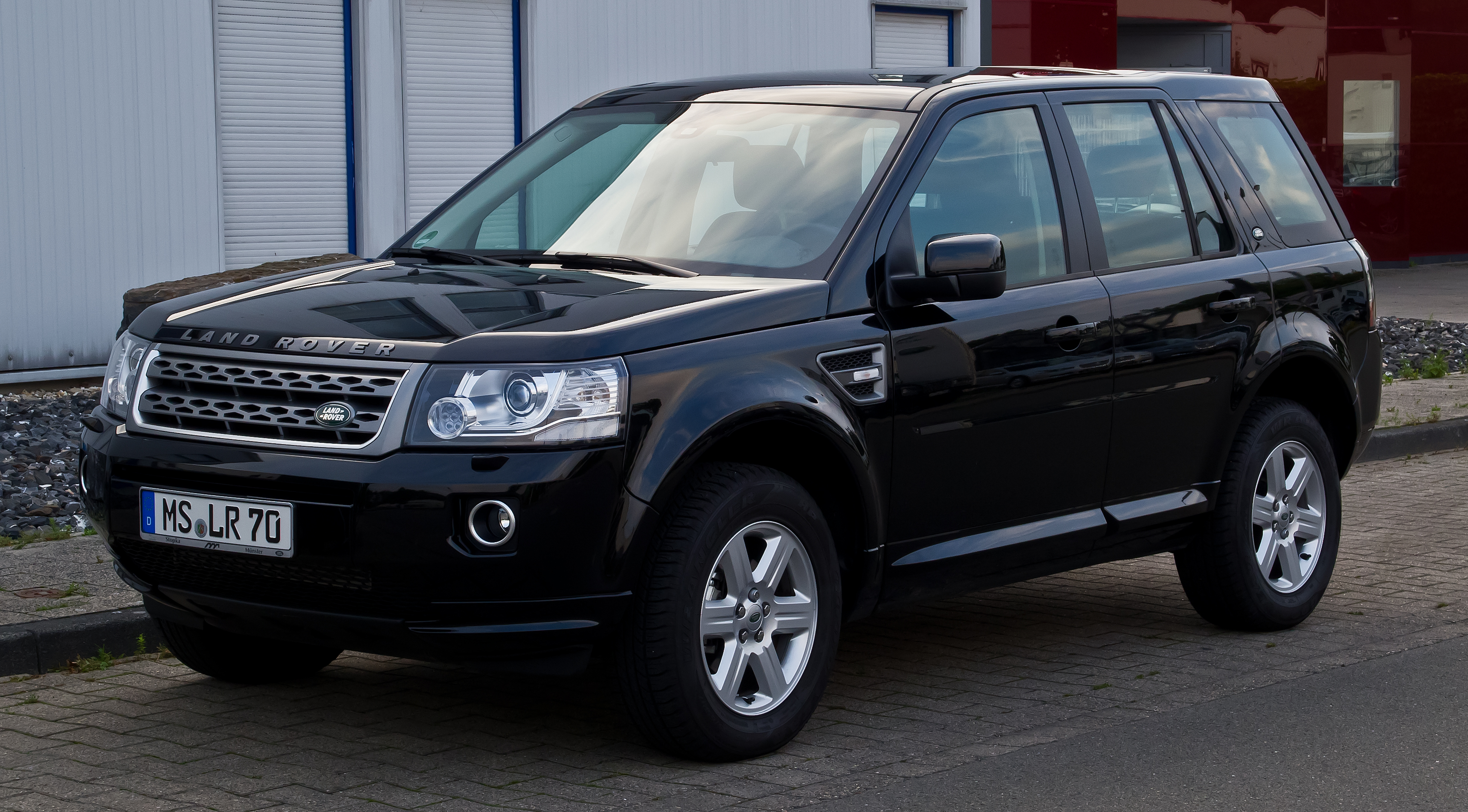
Land Rover Freelander 2 (з 2012)
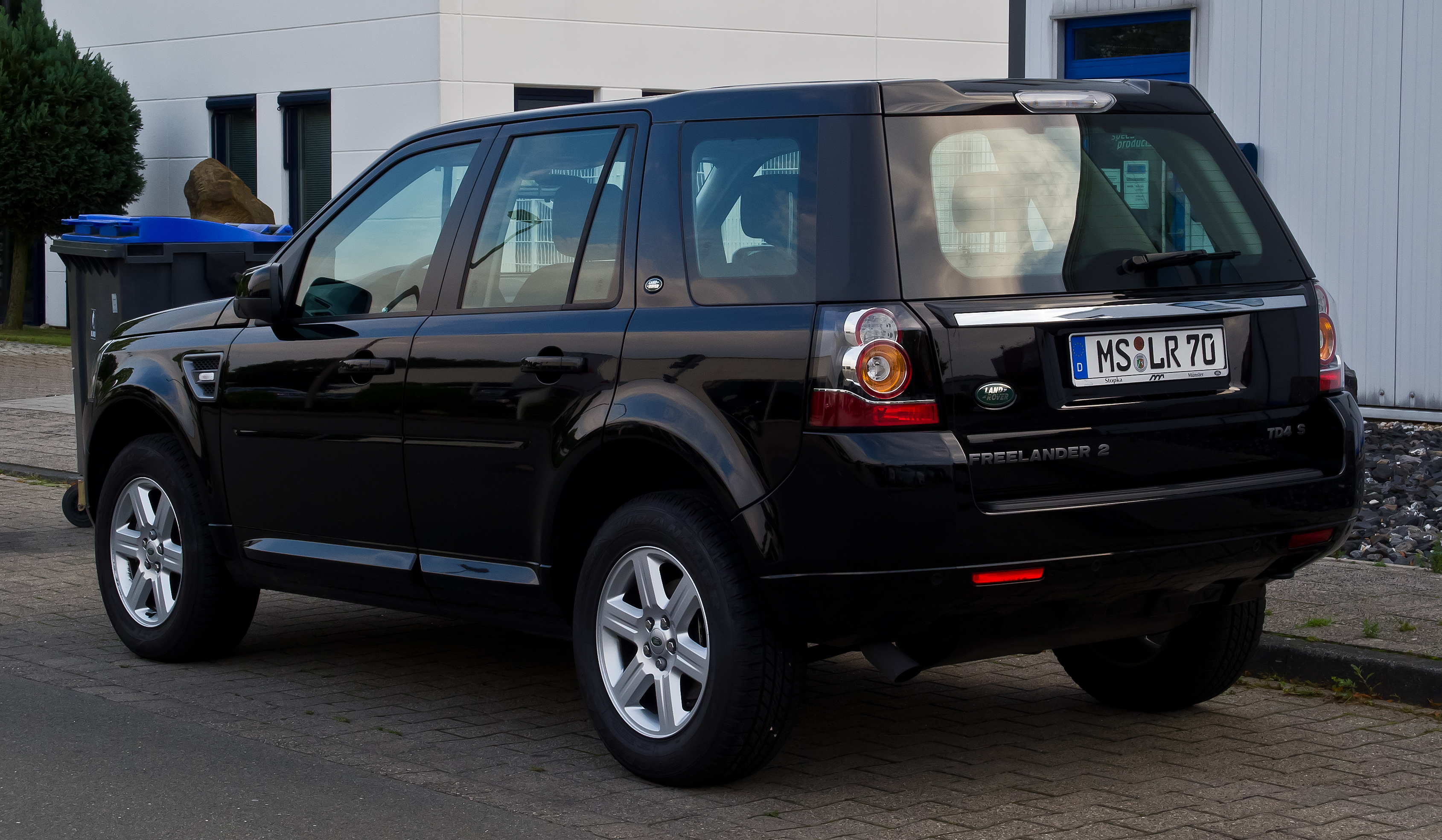
Land Rover Freelander 2 (з 2012)

### Двигуни
Бензинові
- 2.0 л Ford EcoBoost I4 243 к.с.
- 3.2 л Ford SI6 233 к.с.

Дизельні
- 2.2 л eD4 Ford Duratorq 150 к.с.
- 2.2 л TD4 Ford Duratorq 160 к.с.
- 2.2 л SD4 Ford Duratorq 190 к.с.

### Результати з Краш-Тесту
| Зірки в Euro NCAP з Краш-тесту |

## Продажі в світі
| Рік    | Кількість |
| ------ | --------- |
| 2009   | 37,909    |
| 2010   | 54,833    |
| 2011   | 51,954    |
| 2012   | 48,332    |
| 2013   | 57,691    |
| 2014   | 56,622    |
| 2015   | 3,278     |
| Всього | 310,619   |

## Зноски
1. 1 2  First-DRIVE: Изучаем обновлённый Land Rover Freelander 2 [Архівовано 24 січня 2012 у Wayback Machine.] 21.11.2010
2. ↑  Як ми тестували Land Rover Freelander. automoto.ua. Архів оригіналу за 9 жовтня 2016. Процитовано 7 жовтня 2016.
3. ↑  Crash-Test Land Rover Freelander II[недоступне посилання з червня 2019] (ADAC 3/2007)
4. ↑  Tata Motors - Investors - JLR Volumes. tatamotors.com. Архів оригіналу за 31 липня 2017. Процитовано 13 січня 2018. [Архівовано 2017-07-31 у Wayback Machine.]